# Maypacius vittiger
Maypacius vittiger là một loài nhện trong họ Pisauridae.
Loài này thuộc chi Maypacius. Maypacius vittiger được Eugène Simon miêu tả năm 1898.